# Primitief kubisch

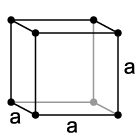
primitief kubische eenheidscel

Een rooster of bolstapeling heet primitief kubisch als alle roosterpunten zich op de hoekpunten van een kubus bevinden. Zo'n rooster of stapeling is een van de veertien Bravaistralies. Een primitief rooster heeft in totaal één roosterpunt, dat bestaat uit acht hoekpunten die elk voor {\displaystyle {\tfrac {1}{8}}} binnen het rooster vallen. Wanneer een rooster zich in de drie onafhankelijke richtingen herhaalt, zodat er een groot rooster ontstaat en er op ieder roosterpunt een atoom of ion is ingevuld, heet dat rooster ook wel een kubisch kristalrooster. De atomen of ionen zijn dan op de manier gerangschikt als in de figuur is aangegeven. Het element polonium uit het periodiek systeem heeft een primitief kubisch kristalrooster.
Het primitief kubisch kristalstelsel is een van de drie verschillende bravaistralies in het kubisch kristalstelsel, de andere twee zijn het kubisch vlakgecentreerde en het kubisch ruimtelijk gecentreerde kristalstelsel.
Alle ribben van de eenheidscel in een primitief kubisch rooster zijn even lang en alle hoeken tussen de ribben zijn recht, dus gelijk aan {\displaystyle 90^{\circ }}. Er zijn in een primitief kubisch rooster geen andere translaties dan die met gehele coördinaten, een geheel aantal keer de lengte van de ribben, waaronder het rooster op zichzelf wordt afgebeeld. Dat is bij roosters die niet-primitief zijn, wel het geval.
Er kunnen op ieder roosterpunt ook meer atomen of ionen zijn ingevuld. Cesiumchloride is hiervan een voorbeeld. Op elk roosterpunt is daarbij een cesiumion ingevuld en op een afstand van {\displaystyle ({\tfrac {1}{2}},{\tfrac {1}{2}},{\tfrac {1}{2}})} van ieder cesium-ion bevindt zich een chloride-ion. De combinatie van twee of meer ionen of atomen die samen op ieder roosterpunt moet zijn ingevuld, heet een structuureenheid. Die bestaat in dit geval dus uit twee ionen: een cesiumion en een chloride-ion. Andere stoffen die primitief kubisch zijn, zijn cesiumbromide en cesiumjodide.
De atomaire pakkingssfactor {\displaystyle \eta _{\text{pk}}} van het primitief kubisch kristalrooster is ongeveer gelijk aan 0,52360. 